# WordPerfect Office
WordPerfect Office és un paquet ofimàtic. El 2008, la versió més nova és la WordPerfect Office X4 (que en representa la 14a), i està disponible en diverses edicions. Els components principals són: 
- WordPerfect, processador de text
- Quattro Pro, full de càlcul
- Paradox, sistema de gestió de base de dades
- Corel Presentations, programa de presentacions
- CorelCENTRAL, controlador d'informació personal
- Dragon NaturallySpeaking, reconeixement de veu (no a l'edició estàndard)

El seu predecessor va ser 'WordPerfect Suite', de Novell el 1994 i que va vendre a Corel el 1996.
Corel WordPerfect Office X4 dona suport als formats OpenDocument (ODF) i Microsoft Office Open XML (OOXML) i permet obrir documents PDF.
Corel ha llançat el 17 de juny de 2009 Corel Home Office, amb similars característiques d'interface que Microsoft Office, però molt més simplificat i intuïtiu.

## Versió perMcIntosh
De la suite de components, només WordPerfect ha tingut una versió per  Macintosh. El desenvolupament va acabar amb la versió 3.5e. Corel va llançar aquesta versió final com freeware el 1998, abans d'aturar el desenvolupament.

## Edicions
- 1994 — Novell Perfect Office for Windows 3.1 - WP 6.1, Quattro Pro 6.0, Presentations 3.0, InfoCentral 1.1, Paradox 5.0 (Paradox només a la versió Professional)
- 1996 — Corel WordPerfect Suite 7 per a Windows 95.
- 1996 — Corel WordPerfect Suite, DOS — WP 6.2, Quattro Pro 5.6, Presentations 2.0
- 1997 — Corel WordPerfect Suite 8.
- 1999 — WordPerfect Office 2000 Professional (WordPerfect 9, Quattro Pro 9, Presentations 9, Paradox 9, CorelCENTRAL 9, Trellix 2)
- 2001 — WordPerfect Office 2002 (versió 10)
- 2003 — WordPerfect Office (versió 11)
- 2004 — WordPerfect Office (versió 12)
- 2006 — WordPerfect Office X3 (versió 13)
- 2008 — Wordperfect Office X4 (versió 14) suporta PDF, OpenDocument i Office Open XML
- 2016 — Wordperfect Office X8 (versió 18)